# Бабье (район Вранов-над-Топлёу)
Бабье (словац. Babie) — село и одноимённая община в округе Вранов-над-Топлёу Прешовского края Словакии.

## История
Впервые упоминается в 1330 году.
В селе есть протестантский костел, существующий с начала 14 века в стиле ранней готики.

## Население
| Год:                | 1994 | 2004     | 2014    | 2024    |
| ------------------- | ---- | -------- | ------- | ------- |
| Количество человек: | 234  | 261      | 241     | 238     |
| Разница:            |      | +11,53 % | −7,66 % | −1,24 % |

Национальный состав населения (по данным последней переписи населения 2001 года):
- словаки — 99,59 %.

Состав населения по принадлежности к религии состоянию на 2001 год:
- протестанты — 71,14 %,
- римо-католики — 26,02 %,
- греко-католики — 2,44 %,
- не считают себя верующими или не принадлежат к одной вышеупомянутой конфессии — 0,41 %.